# Stefan Henszelman
Stefan Christian Henszelman (født 5. april 1960, død 23. oktober 1991) var en dansk filminstruktør.
Henszelman blev uddannet som filmklipper ved filmskolen i København i 1984 med afgangsfilmen Try To Remember Han debuterede som spillefilminstruktør med Venner for altid, hvor håndboldspilleren Morten Stig Christensen havde en stor rolle, og hvor Christine Skou debuterede. Filmen var en udbygning af hans novellefilm fra 1985, Venner forever. Hans anden spillefilm var Dagens Donna med Birgitte Simonsen og musikeren Nanna. Til tv lavede han novellefilmen Elskere (1988).
Henszelmans karriere blev dog ganske kort, idet han døde af aids i 1991.